# 계룡호
계룡호(鷄龍號)는 서울-대전 간을 운행하던 경부선 특급 열차의 이름이다. 계룡산을 접한 대전 일원을 지나간다는 데에서 이름이 유래했다.

## 역사
- 1971년 2월 10일 : 운행 개시[1]
- 1974년 이전 : 폐지